# Cómpeta
Cómpeta – gmina w Hiszpanii, w prowincji Malaga, w Andaluzji, o powierzchni 54,23 km². W 2011 roku gmina liczyła 3861 mieszkańców.